# الاندی
الاندی (به انگلیسی: Alandi) یک منطقهٔ مسکونی در هند است که در مهاراشترا واقع شده‌است.

## خصوصیات
الاندی ۱۷٬۵۶۱ نفر جمعیت دارد و ۵۷۷ متر بالاتر از سطح دریا واقع شده‌است.